# 稲荷 (大阪市)
稲荷（いなり）は、大阪府大阪市浪速区の町名。現行行政地名は稲荷一丁目および稲荷二丁目。

## 地理
浪速区の北西部に位置し、東に湊町、西と北に桜川、南に塩草と接している。

## 歴史
元は西成郡難波村の一部。1897年（明治30年）に大阪市へ編入され南区に所属。1900年（明治33年）に難波稲荷町1 - 3丁目となった。町名は西部にある赤手拭稲荷神社に由来する。1925年（大正14年）に新設された浪速区へ転属となり、同時に「難波」の冠称を廃した。1980年（昭和55年）に西円手町の一部を編入して稲荷1 - 2丁目に改編され、現在に至る。

## 世帯数と人口
2019年（平成31年）3月31日現在の世帯数と人口は以下の通りである。
| 丁目       | 世帯数    | 人口    |
| ---------- | --------- | ------- |
| 稲荷一丁目 | 940世帯   | 1,347人 |
| 稲荷二丁目 | 903世帯   | 1,173人 |
| 計         | 1,843世帯 | 2,520人 |

### 人口の変遷
国勢調査による人口の推移。
| 1995年（平成7年）  | 856人   | [ 5 ] |  |
| 2000年（平成12年） | 1,358人 | [ 6 ] |  |
| 2005年（平成17年） | 1,430人 | [ 7 ] |  |
| 2010年（平成22年） | 1,960人 | [ 8 ] |  |
| 2015年（平成27年） | 2,487人 | [ 9 ] |  |

### 世帯数の変遷
国勢調査による世帯数の推移。
| 1995年（平成7年）  | 491世帯   | [ 5 ] |  |
| 2000年（平成12年） | 737世帯   | [ 6 ] |  |
| 2005年（平成17年） | 908世帯   | [ 7 ] |  |
| 2010年（平成22年） | 1,225世帯 | [ 8 ] |  |
| 2015年（平成27年） | 1,685世帯 | [ 9 ] |  |

## 事業所
2016年（平成28年）現在の経済センサス調査による事業所数と従業員数は以下の通りである。
| 丁目       | 事業所数  | 従業員数 |
| ---------- | --------- | -------- |
| 稲荷一丁目 | 74事業所  | 924人    |
| 稲荷二丁目 | 40事業所  | 379人    |
| 計         | 114事業所 | 1,303人  |

## 交通
- 大阪府道41号大阪伊丹線
- 大浪通

## 施設
- 赤手拭稲荷神社
- 大阪市立浪速区民センター
- 浪速稲荷郵便局
- 難波サザンシアター

## その他

### 日本郵便
- 〒556-0023[3]（集配局：浪速郵便局[11]）